# Edmundo Bosio Dioco
 (novembre 2018).
Si vous disposez d'ouvrages ou d'articles de référence ou si vous connaissez des sites web de qualité traitant du thème abordé ici, merci de compléter l'article en donnant les références utiles à sa vérifiabilité et en les liant à la section « Notes et références ».
Edmundo Bosio Dioco (né le 22 novembre 1922, décédé le 21 février 1975 à Malabo) est un homme politique guinéo-équatorien. Il est le fondateur de l'Union Bubi et vice-président de Guinée équatoriale de 1968 à son exécution en 1975.

## Biographie
C’est un riche propriétaire bubi. Bien intégré au système colonial, il fonde en 1966 l’Union Bubi avec Gori Molubela, ancien militant du MONALIGE. La création de l’Union Bubi est peu claire. Il semble qu’elle ait été suscitée en vue de la Conférence Constitutionnelle par Carrero qui, voyant qu’il allait perdre le contrôle de la Guinée équatoriale, tente de provoquer la partition de la colonie pour pouvoir garder l’île. Ce qui est certain, c’est que l’Union Bubi était financée par les grands planteurs de cacao espagnols du Fernando Poo.
Le mouvement séparatiste bubi trouve avec Bosio son expression politique. Durant toute la Conférence Constitutionnelle, Bosio Dioco mettra une énergie incroyable à défendre la spécificité du peuple bubi. Il réutilisera de manière brillante devant l’Assemblée générale de l’ONU le vocabulaire de la décolonisation, soutenant qu’une indépendance conjointe du Fernando Poo et de Rio Muni reviendrait, en raison du déséquilibre démographique, à une nouvelle colonisation du Fernando Poo. Mais son discours de nationaliste bubi lui aliène les Fernandinos comme Agustin Daniel Grange qui s’emploieront à démentir devant l’ONU les désirs d’indépendance des habitants de l’île. Mais, depuis 1965, l’OUA a décidé de respecter les frontières établies par les Européens et la guerre du Biafra qui fait rage incite peu à remettre en question ce principe. Le combat séparatiste de Bosio était donc, sans doute, perdu d’avance.
Lorsqu’il se présente à l’élection présidentielle, il refuse de faire campagne sur le continent bien qu’il parle parfaitement le fang. Pour le second tour, il décide de soutenir Macías, qui lui accorde des garanties pour le peuple bubi. Le vice-président étant nécessairement un insulaire selon la constitution, Edmundo Bosio Dioco prend donc ce poste une fois Francisco Macías Nguema élu. En 1970, Macías fait disparaître les dernières garanties constitutionnelles de la spécificité de l’île et, en 1975, Bosio est exécuté par le régime.